# آسکجا
آسکجا (به لاتین: Askja) یک کوه و منطقه حفاظت‌شده در ایسلند است که در Skútustaðahreppur واقع شده‌است. آسکجا ۱٬۵۱۶ متر بالاتر از سطح دریا واقع شده‌است.